# Inter-Range Instrumentation Group
El Inter-Range Grupo de Instrumentación (IRIG) es el cuerpo de los estándares de la Gama de los Comandantes del Consejo (RCC). El grupo publica normas a través de la Secretaría del CCR en White Sands Missile Range.
El más conocido de IRIG estándar es el código de tiempo IRIG utiliza para marca de tiempo de vídeo, el cine, la telemetría, el radar, y otros datos recogidos en la prueba de los rangos.
El siguiente en la radio las fuentes de emisión de códigos de tiempo IRIG:
- BPM (China)
- CHU (Canadá)
- WWV y WWVH (Estados Unidos)

La RCC del IRIG Estándar 106 es una completa telemetría estándar de las aplicaciones aeronáuticas en el RCC miembro de rangos. El capítulo 10 de la Norma 106 gobierna digitales registradores de datos de vuelo. IRIG Estándar 313-01 prescribe estándares de prueba de vuelo de la terminación de los receptores.